# Hörstel
Hörstel é uma cidade da Alemanha, localizado no distrito de Steinfurt, região administrativa de Münster, estado da Renânia do Norte-Vestfália.